# 西川アサキ
西川 アサキ（にしかわ あさき、男性、1975年 - ）は、日本の哲学者。人工知能にも詳しい。

## 来歴・人物
神奈川県出身。1998年慶應義塾大学環境情報学部卒業。2008年神戸大学大学院自然科学研究科博士後期課程修了。博士（理学）。
理化学研究所特別研究員、東京大学大学院情報学環助教、早稲田大学文化構想学部非常勤講師などを歴任。

## 著作

### 単著
- 『魂と体、脳 計算機とドゥルーズで考える心身問題』（講談社、2011年）
- 『魂のレイヤー 社会システムから心身問題へ』（青土社、2014年）

### 共著
- 『吉本隆明論集 初期・中期・後期を論じて』（アーツアンドクラフツ、2013年）